# Øygardens kommun
Øygardens kommun (norska: Øygarden kommune) är en kommun i Vestland fylke i västra Norge. Kommunens centralort är Straume som ingår i den sammanväxta tätorten Knarrevik/Straume.

## Administrativ historik
Øygardens kommun upprättades den 1 januari 1964 genom en sammanslagning av den tidigare kommunen Hjelme och en del av den tidigare kommunen Herdla (området väster om Hjeltefjorden, förutom öarna Turøy og Misje som fördes till dåvarande Fjells kommun). Kommunen hade 3 087 invånare vid upprättandet.
2009 bytte kommunen centralort från byn Tjeldstø till orten Rong, en del av tätorten Torsteinsvik.
Den 1 januari 2020 slogs kommunerna Fjell och Sund ihop med Øygardens kommun. Samtidigt byttes centralorten till Straume, som tidigare varit centralort för Fjells kommun medan kommunvapnet byttes till det som Sunds kommun tidigare hade fört.

### Upphörda kommunvapen inom den nuvarande kommunen

Fjells kommun (1957–2019)
Sunds kommun (1966–1988)
Sunds kommun (1988–2019)
Øygardens kommun (1966–2019)

## Tätorter
I Øygardens kommun finns 23 tätorter:
- Anglavika
- Bjorøyna
- Blomvåg
- Fardalen
- Fjell
- Forland
- Haganes
- Hammarsland
- Hamre
- Klokkarvik
- Knappskog
- Knarrevik/Straume (omfattar centralorten Straume)
- Li
- Misje
- Rossnes
- Sekkingstad
- Skoge/Møvik
- Skogsvågen
- Telavåg
- Torsteinsvik
- Vikavågen
- Vindenes
- Ågotnes

Orten Glesnes har tidigare räknats som en tätort men uppfyller inte längre kriterierna.

## Socknar
Inom Norska kyrkan är Øygardens kommun indelad i fem socknar:
- Fjells socken
- Foldnes socken
- Hjelme og Blomvågs socken
- Landro socken
- Sunds socken

Socknarna ingår i Vesthordlands prosteri i Bjørgvins stift.

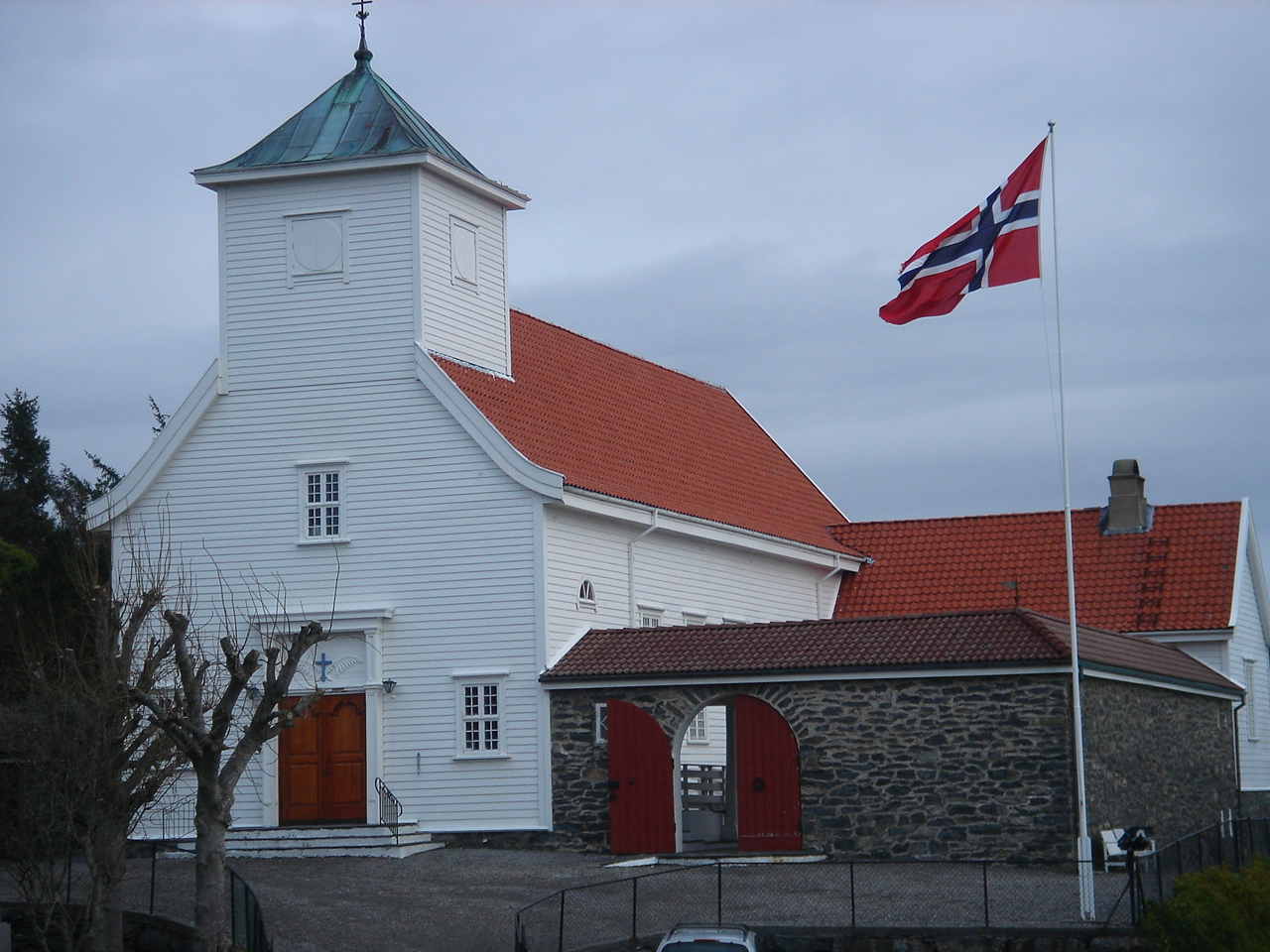
Blomvågs kyrka.